# Cytoplea arundinacea
Cytoplea arundinacea är en svampart som först beskrevs av Pier Andrea Saccardo, och fick sitt nu gällande namn av Petr. & Syd. 1927. Cytoplea arundinacea ingår i släktet Cytoplea och familjen Didymosphaeriaceae.   Inga underarter finns listade i Catalogue of Life.